# Turcomenos
Os turcomenos ou turquemenos (turquemeno: Türkmen, Түркмен; plural: Türkmenler, Түркменлер) são um povo turco encontrado principalmente nos estados centro-asiáticos do Turquemenistão e Afeganistão e no nordeste do Irã. Eles falam a língua turquemena que é classificada como parte do ramo oguz ocidental da família de línguas túrquicas junto com o turco, o azeri, o gagauz e o turquemeno falado no Iraque.

## Origens

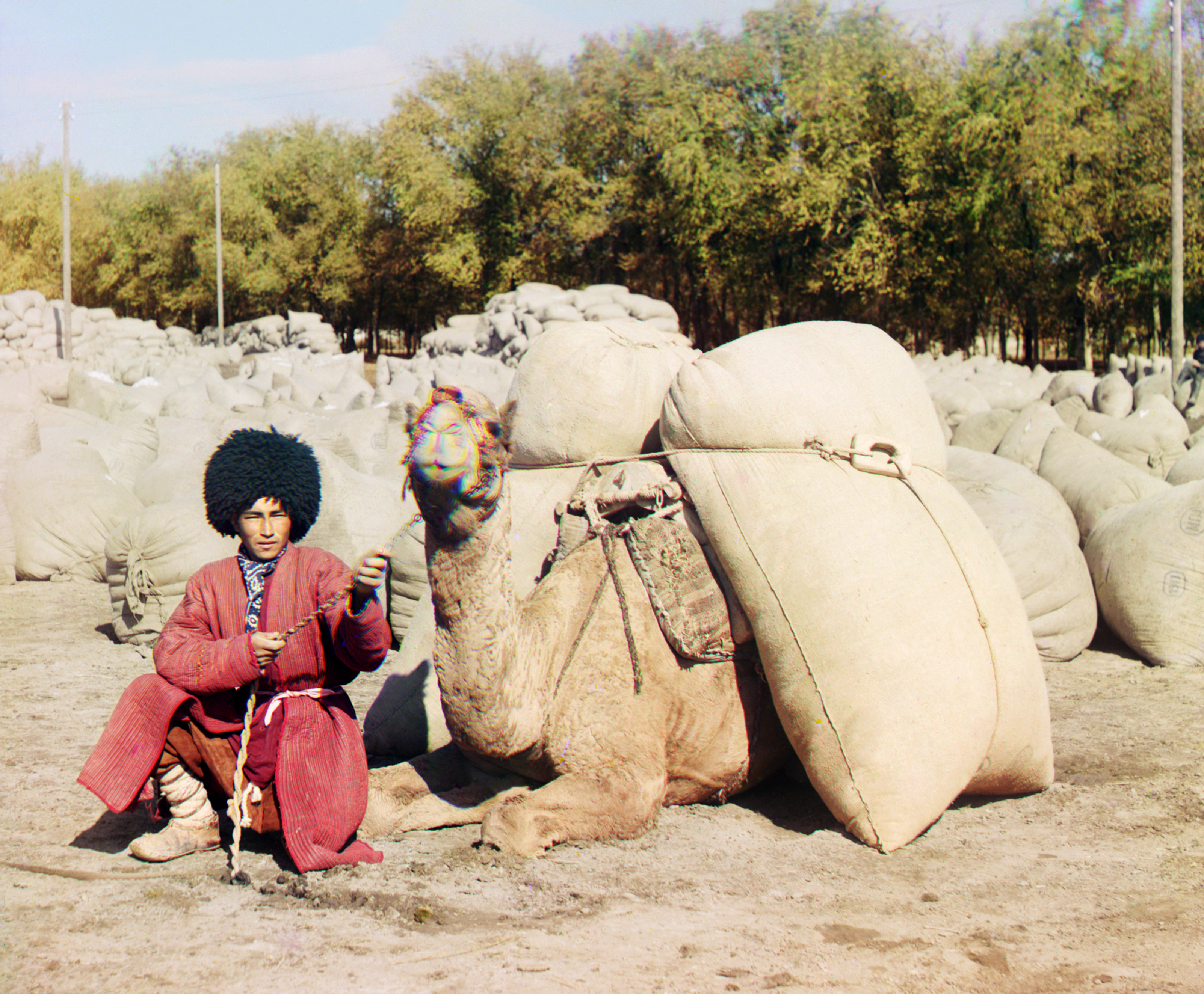
Um homem turquemeno da Ásia Central em roupas tradicionais, entre 1905-1915

As tribos turcas que não pertenciam ao sistema dinástico mitológico turco eram denominadas turquemenas (por exemplo, os uigures, carlucos, kalaches e várias outras tribos eram designadas turquemenas). Só depois esta palavra ganhou um significado específico de etnônimo. A etimologia deriva da palavra Türk com o acréscimo do afixo sogdiano de similaridade -myn, -men, e que significa "que lembra um Türk", "co-Türk". Acadêmicos modernos concordam que o elemento -man/-men atua como um intensificador e têm traduzido a palavra como "turco puro" ou "mais turco que os turcos". Entre os cronistas muçulmanos como Ismail ibn Kathir, esta era a atribuição da etimologia a partir da conversão em massa de 200.000 famílias em 971, levando-os a serem chamados Turk Iman, que é uma combinação de Turk e Iman (إيمان) (fé, crença), significando "turcos crentes", com o termo depois desprezando a difícil pronúncia do hâmeza.
Historicamente, todos os turcos ocidentais ou oguzes têm sido chamados de turcomenos ou turcomanos. No entanto, hoje os termos são habitualmente testritos a dois grupos turcos: o povo turquemeno do Turquemenistão e áreas adjacentes da Ásia Central, e os turcomanos do Iraque e Síria, que são grupos similares, mas não idênticos.
Durante o período otomano estes nômades eram conhecidos pelo nome de turquemenos e yörük (nômade, em turco. outras variações fonéticas incluem iirk, iyierk, hiirk, hirkan, hircanae, hyrkan, hyrcanae, os quatro últimos conhecidos a partir dos anais gregos). Estes nomes eram geralmente usados para descrever seus estilos de vida nômade, e não sua origem étnica. Todavia, estes termos foram frequentemente utilizados alternativamente por estrangeiros. Ao mesmo tempo, vários outros exoetnônimos foram usados por estes nômades, tais como konar-göçer, göçebe, göçer-yörük, göçerler e göçer-evliler. O mais comum entre estes era konar-göçer, turcos turcomanos nômades. Todas estas palavras são encontradas nos documentos arquivados otomanos e transmitem apenas o significado de "nômade".
O moderno povo turquemeno descende, pelo menos em parte, dos oguzes da Transoxiana, a porção ocidental do Turquestão, uma região que amplamente corresponde a maior parte da Ásia Central até Sinquião. As tribos oguzes se deslocaram para oeste a partir das montanhas Altai no século VII através das estepes siberianas e se estabeleceram nesta região e também alcançaram regiões a oeste tão distantes como a bacia do Volga e os Bálcãs. Acredita-se que estes turcomenos antigos tenham se misturado com povos nativos sogdianos e tenham vivido como pastores nômades até a conquista russa.

## História
Sinais de avançados assentamentos foram encontrados por todo o Turquemenistão, incluindo o assentamento de Djeitun onde construções neolíticas foram escavadas e datadas no sétimo milênio a.C. Por volta de 2 000 a.C., vários povos iranianos antigos começaram a se estabelecer por toda a região, como indicado pelos achados do complexo arqueológico de Báctria-Margiana. Notáveis tribos antigas incluíam os masságetas e os citas. O Império Aquemênida anexou a região no século IV a.C. e em seguida perdeu o controle da região após a invasão de Alexandre, o Grande, cuja influência helenística teve um impacto sobre a área que permaneceu até os dias atuais na forma de uma cidade planejada que foi descoberta após escavações em Antioquia (Marve). Os parnos invadiram a região à medida que o Império Arsácida era estabelecido até ele ser dividido como resultado de invasões tribais vindas do norte. Heftalitas, hunos e goturcos chegaram numa longa sequência de invasões. Finalmente, o Império Sassânida baseado na Pérsia governou a região antes da chegada dos árabes muçulmanos durante o Califado Omíada em 716. A maioria dos habitantes se converteu ao Islã à medida que a região crescia em proeminência. Os próximos a chegar foram os turcos oguzes, que transmitiram sua língua à população local. Uma tribo dos oguzes, os seljúcidas, estabeleceu uma cultura turco-iraniana que culminou com o Império Corásmio no século XII. Hordas mongóis lideradas por Gengis Cã conquistaram a região entre 1219 e 1221 e devastaram a maioria das cidades, levando a um rápido declínio da população urbana iraniana remanescente.
Os turcomenos sobreviveram amplamente ao período mongol devido ao seu estilo de vida seminômade e se tornaram comerciante são longo do mar Cáspio, o que os levou a contatos com a Europa oriental. Após o declínio dos mongóis, Tamerlão conquistou a região e seu Império Timúrida governaria até ser fracionado, à medida que safávidas, usbeques e o Canato de Quiva contestavam a região. O Império Russo em expansão notou a indústria de algodão extensiva do Turcomenistão, durante o reinado de Pedro, o Grande, e invadiu a área. Após a decisiva batalha de Geok-Tepe em janeiro de 1881, o Turcomenistão se tornou parte do Império Russo. Após a Revolução Russa, o controle soviético foi estabelecido em 1921 quando o Turquemenistão foi transformado de uma região islâmica medieval em uma república amplamente secularizada dentro de um estado totalitário. Em 1991,com o colapso da União Soviética, O Turquemenistão se tornou independente, mas permaneceu dominado por um sistema de governo de partido único liderado pelo regime autoritário do presidente Saparmyrat Nyýazow até sua morte em dezembro de 2006.

## Língua
O turquemeno (Türkmen, Түркмен) é o nome da língua oficial do Turquemenistão. É falada por mais de 3,6 milhões de pessoas no Turquemenistão, e por aproximadamente 3 milhões de pessoas em outros países, incluindo Irã, Afeganistão e Rússia. Até 50% dos falantes nativos de turcomeno também afirmam ter um bom conhecimento de russo, um legado do Império Russo e da União Soviética.
O turquemeno não é uma língua literária no Irã e no Afeganistão, onde muitos turcomenos tendem ao bilinguismo, normalmente versados nos dialetos locais do persa. Variações da escrita perso-árabe são, no entanto, usadas no Irã.

## Evidência genética
Estudos genéticos do DNA mitocondrial confirmaram que os turcomenos eram caracterizados pela presença de linhagens de DNA mitocondrial europeu, similares aquelas das populações iranianas orientais, mas com forte componente genético mongoloide do norte observado nas populações turcomenas e iranianas com frequência de cerca de 20%. A diversidade do fenótipo pode ser compreendida entre os turcomenos, que exibem uma completa sequência contínua entre os tipos físicos mongoloide do norte e caucasoide mediterrâneo. Isto provavelmente indica uma combinação ancestral de grupos iranianos e turco-mongóis que os modernos turquemenos herdaram e que parece corresponder ao registro histórico que indica que várias tribos iranianas existiam na região antes da migração das tribos turcas que se acredita terem se mesclado à população local, transmitido sua língua e criado de certa forma uma cultura turco-iraniana híbrida.

## Cultura e sociedade

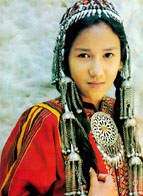
Garota turquemena em trajes tradicionais

### Herança nômade
Os turquemenos eram principalmente um povo nômade na maior parte de sua história e eles não estiveram estabelecidos em cidades e vilas até o advento do sistema soviético de governo, que rigorosamente restringiu a liberdade de movimento e coletivizou os rebanhos nômades na década de 1930. Todavia, muitas características culturais pré-soviéticas sobreviveram na sociedade turcomena e recentemente tem experimentado uma certa restauração.
O estilo de vida turcomeno era pesadamente baseado na equitação e como uma proeminente cultura equestre, a criação de cavalos turquemenos era uma tradição muito antiga. Apesar das mudanças estimuladas pelo período soviético, uma tribo no sul do Turquemenistão continuou muito conhecida por seus cavalos, o cavalo do deserto Akhal-Teke - e a tradição de criação de cavalos tem retornado à sua proeminência prévia nos últimos anos.
Muitos costumes tribais sobrevivem entre os modernos turquemenos. Exclusivo da cultura turquemena é o kalim, que é um dote de que a noiva dá ao seu futuro marido no casamento, e que pode ser bastante caro e que frequentemente resulta na tradição amplamente praticada de sequestro de noivas. Num paralelo moderno, o presidente Saparmyrat Nyýazow introduziu um kalim estatal forçado, onde todos os estrangeiros são obrigados a pagar uma soma de não menos que $ 50.000 para casar com uma mulher turquemena.
Outros costumes incluem a consulta dos anciãos tribais, cujos conselhos são com frequência avidamente procurados e respeitados. Muitos turquemenos ainda vivem em grandes famílias onde várias gerações podem ser encontradas sob o mesmo teto, especialmente nas áreas rurais.
A música dos povos turquemenos nômades e rurais reflete uma rica tradição oral, onde épicos como Köroğlu são habitualmente cantados por bardos itinerantes. Estes cantores itinerantes são chamados bakshy; eles também atuam como curandeiros e mágicos e também cantam a capella ou com instrumentos tais como o alaúde de duas cordas e chamado dutar.

### Sociedade atual
Desde a independência em 1991, uma restauração cultural tem acontecido com o retorno de uma forma moderada de Islã e com a celebração do Novruz, a celebração do Ano Novo (uma tradição turco-iraniana).
Os turcomenos podem ser divididos em várias classes sociais incluindo a elite intelectual urbana e os trabalhadores cuja função na sociedade é diferente daquela do campesinato rural. O secularismo e o ateísmo permanecem proeminentes na maioria dos intelectuais turcomenos que preferem mudanças sociais moderadas e muitas vezes veem a religiosidade extrema e a restauração cultural com certa medida de desconfiança.
O autoproclamado ''presidente vitalício'' Saparmyrat Nyýazow foi amplamente responsável por muitas das mudanças que aconteceram na moderna sociedade turquemena. Imitando as políticas reformistas turcas de Atatürk na Turquia, Nyýazow fez do nacionalismo um importante elemento no Turquemenistão, enquanto os contatos com turquemenos nos vizinhos Irã e Afeganistão eram incrementados.
Mudanças significativas nos nomes das cidades assim como a reforma do calendário também foram introduzidas pelo presidente Nyýazow. A reforma do calendário resultou na mudança dos nomes dos meses e dias da semana de palavras derivadas do persa e das línguas europeias para palavras puramente turcas, algumas delas eponimamente relacionadas ao presidente e à sua família. A política foi revertida em 2008.
Os cinco tradicionais desenhos de tapetes que formam os motivo no emblema do país e na bandeira representam as cinco principais tribos ou casas do país. Estas tribos turquemenas na ordem tradicional são: Teke, Yomut, Arsary, Chowdur e Saryk. A tribo Salir, que declinou como resultado de derrotas militares antes do período moderno, não está representada, assim como não estão várias pequenas tribos e subtribos.

#### Turquemenos no Irã e no Afeganistão
Os turquemenos no Irã e no Afeganistão permaneceram muito conservadoras em comparação aos seus irmãos no Turquemenistão. O Islã desempenha uma função muito mais importante no Irã e no Afeganistão onde os turquemenos seguem muitas práticas islâmicas tradicionais que muitos turquemenos no Turquemenistão abandonaram como resultado de décadas de domínio soviético. Além disso, muitos turcomenos no Irã e no Afeganistão permaneceram pelo menos seminômades e tradicionalmente trabalham na agricultura e na criação de animais e na produção de tapetes.

## Demografia e distribuição da população
Os turcomenos da Ásia Central vivem nos seguintes países:
- Turquemenistão, onde cerca de 85% da população de 5.042.920 pessoas (estimativa de 2006) é etnicamente turquemena. Além disso, cerca de 1.200 refugiados turcomenos do norte do Afeganistão atualmente residem no Turquemenistão devido à destruição da Guerra do Afeganistão (1979–1989), causada pelos EUA contra os soviéticos no Afeganistão e disputas de facções que levaram ao surgimento e queda do Talibã.[25]
- Irã, onde mais de 1 milhão de turquemenos estão principalmente concentrados nas províncias do Golestão e do Coração do Norte.
- Afeganistão, onde conforme censo de 2006 mais de 900 mil são etnicamente turquemenos e estão amplamente concentrados ao longo da fronteira turquemena-afegã nas províncias de Fariabe, Josjã e Baghlan. Há pequenas comunidades nas províncias de Balque e Kunduz.

Conforme dados de 2005, permanecem aproximadamente 60 mil refugiados turquemenos no Paquistão, a maioria nas atuais províncias de Caiber Paquetuncuá e Baluchistão. Umas poucas centenas de famílias refugiadas turquemenas e quirguizes vivendo no Paquistão que estiveram refugiadas na Turquia na década de 1980.
Há também comunidades espalhadas de turcomenos na província russa de Stavropol e em outros lugares do Cáucaso, descendentes de tribos que emigraram do Turquemenistão no século XVIII e que chamam a si mesmos de trukhmens.